# 扁形動物
扁形動物（へんけいどうぶつ）とは、扁形動物門Platyhelminthesに属する動物の総称。プラナリア、ヒラムシ、コウガイビル、サナダムシなどが扁形動物門に属する。かつては無腸類も扁形動物門に含まれていたが、分子系統解析によりチンウズムシ類とともに珍無腸動物門を形成し独立した。
「扁形」と呼ばれるようにこの門の動物は平らな形をしている。循環器官や特別な呼吸器官を持ってはいない。血管やえらがなく、体に栄養や酸素を運ぶには拡散に頼っている。種類によっては細長くなったりする。太くなったり、丸くなったりすることは構造上ほとんど不可能であるが、微小なウズムシには円筒形又は卵型のものもみられる。また、多くの種が肛門がなく袋状の腸を持つが、単咽頭類Haplopharynxや多岐腸類Polycladidaなどの分類群では肛門を持つものが見られる。
左右相称の体を持つ動物（ビラテリア）の中では、非常に原始的な特徴を持っている。真皮類 Neodermataに属するものはすべて寄生性である。それ以外の大部分は自由生活性であるが、複数の目に寄生又は共生生活を送るものが含まれる。

## 特徴
左右相称で、前後と腹背の区別がある。自由生活のものでは、眼点や平衡胞、触覚器などを備えた頭部があり、内部には神経の集まった脳が形成される。寄生生活のものではそれらはほとんど退化し、その代わりに吸盤など体を固定するための器官が発達している。
内部は三胚葉性であるが、それ以外の三胚葉性動物とは異なり、その中胚葉は筋細胞と間充織が表皮と腸管の間を埋める状態にある。体腔がないので無体腔動物と呼ばれる。腸管は袋状で、出入口が一緒になっているため口と肛門が同じである。消化管は分枝して体内に広がり、各部で消化吸収が行われる。口の内側は多核で細胞の区別がない合胞体になっている体内につながり、ここに食物を取り込み、細胞内消化する。なお、吸虫では消化管は残っているが、条虫では完全に退化している。
神経系は中枢神経と末梢神経が区別でき、また頭部には脳が形成される。そこから後方へ左右一本の側神経が後方へ伸び、ほぼはしご形神経系に近いが、体節的構造がはっきりしないためかご形神経系と呼ばれる。
大部分では体内受精が行われ、交尾器が発達しているものが多い。生殖は分裂などの無性生殖（無性子）と卵などを産む有性生殖（有性子）の二種類がある。卵は5-8匹孵り1つの卵の中に卵細胞がいくつか入っているものもある。また、寄生性のサナダムシ類や吸虫類には、幼生が多胚形成などによって無性的に増殖するものがある。三岐腸類に属する一部のウズムシは再生能力が著しく高く、虫体を二分した後方の虫片から頭部を再生できるため、自切によって無性的に増殖する。また、三岐腸目のミヤマウズムシ Phagocata vivida では破片分離 (fragmentation) という現象が確認されている

## 発生
螺旋卵割。渦虫綱のものでは、多岐腸類に簡単な幼生を生じるものがあり、それらはミュラー幼生やゲッテ幼生と呼ばれる。繊毛帯を持ち、肛門がない点を除けばややトロコフォア幼生に似る。しかし多くのものでは直接発生が行われる。吸虫や条虫など寄生性のものでは、それぞれにかなり特殊化した幼生が見られる。

## 系統
扁形動物は腹毛動物とともに吸啜動物を構成する。伝統的な渦虫綱は多系統群であり、渦虫綱に含める説もあった顎口動物や無腸動物は扁形動物とは別系統に属する。扁形動物の中では小鎖状類が初期に分岐し、これら以外の渦虫類や新皮類（吸虫類・条虫類・単生類）を含む系統が有棒状体類としてまとめられる。
有棒状体類では多食形類が初期に分岐した系統とされ、続いて多岐腸類・原有吻頭からなる分岐群および錐咽頭類が有棒状体類からそれぞれ分かれた。この系統関係に従うと、原有吻頭・錐咽頭類からなる卵黄皮類は多系統群ということになる。残る系統については不確実であるものの、三岐腸類・フェカンピア類・原卵黄類からなる分岐群が不透明類Adiaphanidaとしてまとめられ、その姉妹群としてヒメヒラウズムシと新皮類からなる分岐群が位置付けられる。

## 分類

### World Register of Marine Species・Turbellarian Taxonomic Databaseの分類
World Register of Marine Species (WoRMS, 2025)、Turbellarian Taxonomic Database（2025） では以下のように分類されている。
- Subphylum Catenulida[10]（小鎖状類/小鎖状亜門）
  - （綱・目なし）
    - Family Catenulidae（イトヒメウズムシ科） - イトヒメウズムシなど
    - Family Chordariidae
    - Family Retronectidae
    - Family Stenostomidae（クサリヒメウズムシ科） - コガタクサリヒメウズムシなど
    - Family Tyrrheniellidae
    - Family Paracatenulidae(2023年新設)
- Subphylum Rhabditophora[11]（有棒状体類/有棒状体亜門)
  - Superorder Macrostomorpha[12]（多食形類/多食上目)- ；ヒラヒメウズムシMacrostomum tuba var. gigas（Macrostomum gigas）など[注釈 3]
  - Trepaxonemata
    - Amplimatricata
      - Order Polycladida （多岐腸類）-ヒラムシ類
      - Order Prorhynchida（原有吻類）-マエクチコケウズムシ、コケヒラウズムシなど

    - Gnosesimida
      - Order Gnosonesimida（錐咽頭類）

    - Euneoophora
      - Order Rhabdocoela（棒腸類）
        - Suborder Kalyptorhynchia-ハリヒメウズムシ ヨツオクチバシムシ[13]など
        - Suborder Dalytyphloplanoida-タルクチヒメウズムシ　ヤマタロウヤドリツノムシなど

      - Order Proseriata（原順列類）-Otoplana属など
      - Acentrosomata
        - Adiaphabida（不透明類）
          - Order Prolecithophora（原卵黄類）-イイジマナメクジムシなど
          - Order Fecampiida（フェカンピア類）
          - Order Tricladida（三岐腸類）-ナミウズムシ、オオミスジコウガイビル、ニューギニアヤリガタリクウズムシ、カブトガニウズムシなど

        - Bothrioneodermata
          - Bothrioplanida
            - Order Bothrioplanida - ヒメヒラウズムシBothrioplana semperiなど

          - Superclass Neodermata[14]（新皮類）
            - Class Cestoda（条虫類）-サナダムシなど
            - Class Monogenea（単生類）-コガタツカミムシなど
            - Class Trematoda（吸虫類）-日本住血吸虫など

### 伝統的分類
伝統的に以下のように分ける。しかし、分子系統の方からは渦虫綱が単系統ではないとの指摘があり、現在では主に上の分類系統が用いられている。
条虫綱・単生綱・吸虫綱を新皮亜門Neodermataとしてまとめることもある。

#### 条虫綱 Cestoda
サナダムシの仲間。
- 単節条虫亜綱 Cestodaria
  - 両網目 Amphillinidea
  - 褶吸盤目 Gyrocotylidea
- 多節条虫亜綱 Eucestoda
  - 無門目 Aporidea
  - 果頭目 Caryophyllidea
  - 円葉目 Cyclophyllidea：エキノコックス
  - 二葉目 Diphyllidea
  - 二性目 Dioecotaeniidea
  - 盤頭目 Lecanicephalidea
  - 菱頭目 Litobothridea
  - 日本条虫目 Nippotaeniidea
  - 変頭目 Proteocephalidea
  - 擬葉目 Pseudophyllidea：広節裂頭条虫
  - 箆頭目 Spathebothriidea
  - 四葉目 Tetraphyllidea
  - 錐吻目 Trypanorhyncha

#### 単生綱 Monogenea
魚介類の寄生虫。以下の目を亜綱とする分類や、3つ目の亜綱Polystomatoineaを認める説もある。単生類の単系統性については議論がある。古典的には単生類を条虫類の姉妹群とする説もあったが、分子系統解析による研究では認められていない。
- 単後吸盤目 Monopisthocotylea：吸着するための吸盤を１つ持つもの[16]。ギロダクチルス、ダクチロギルス、マクロギロダクティルス・ポリプティ
- 多後吸盤目 Polypisthocotylea：吸盤を複数個持つもの。フタゴムシ

#### 吸虫綱 Trematoda
古典的には単生類を含めていたが、独立した綱として扱われるようになった。
- 楯吸虫亜綱 Aspidogastrea
- 二生亜綱 Digenea

#### 渦虫綱 Turbellaria
プラナリア、ヒラムシ、コウガイビルなど、自由生活の動物。
- 無腸目 Acoela：ムチョウウズムシの仲間。現在は無腸動物Acoelomorphaとして扁形動物から独立させることも多く、チンウズムシとともに珍無腸動物門Xenacoelomorphaという門を形成することもある。
- 小鎖状目 Catenulida
- 単咽頭目 Haplopharyngida
- 卵黄皮目 Lecithoepitheliata
- 多食目 Macrostomida
- 皮中神経目 Nemertodermata
- 新棒腸目 Neorhabdocoela
- 多岐腸目 Polycladida：ヒラムシ
- 原卵黄目 Prolecithophora
- 原順列目 Proseriata
- 三岐腸目（ウズムシ目） Tricladida：プラナリア、コウガイビル